# Ugny (Meurthe i Mosel·la)
Ugny és un municipi al departament de Meurthe i Mosel·la (Gran Est, França). L'any 2007 tenia 638 habitants.

## Demografia

### Població
El 2007 la població de fet d'Ugny era de 638 persones. Hi havia 227 famílies, de les quals 32 eren unipersonals (18 homes vivint sols i 14 dones vivint soles), 71 parelles sense fills, 106 parelles amb fills i 18 famílies monoparentals amb fills.
La població ha evolucionat segons el següent gràfic:

### Habitatges
El 2007 hi havia 239 habitatges, 228 eren l'habitatge principal de la família, 1 era una segona residència i 10 estaven desocupats. 228 eren cases i 11 eren apartaments. Dels 228 habitatges principals, 206 estaven ocupats pels seus propietaris, 19 estaven llogats i ocupats pels llogaters i 3 estaven cedits a títol gratuït; 4 tenien dues cambres, 12 en tenien tres, 43 en tenien quatre i 168 en tenien cinc o més. 200 habitatges disposaven pel capbaix d'una plaça de pàrquing. A 68 habitatges hi havia un automòbil i a 148 n'hi havia dos o més.

### Piràmide de població
La piràmide de població per edats i sexe el 2009 era:
| Homes | Edats   | Dones |
| ----- | ------- | ----- |
| 0     | 95 o +  | 0     |
| 0     | 90 a 94 | 0     |
| 0     | 85 a 89 | 0     |
| 4     | 80 a 84 | 4     |
| 0     | 75 a 79 | 12    |
| 4     | 70 a 74 | 0     |
| 8     | 65 a 69 | 8     |
| 28    | 60 a 64 | 12    |
| 12    | 55 a 59 | 12    |
| 4     | 50 a 54 | 28    |
| 24    | 45 a 49 | 16    |
| 12    | 40 a 44 | 12    |
| 32    | 35 a 39 | 12    |
| 12    | 30 a 34 | 24    |
| 20    | 25 a 29 | 20    |
| 8     | 20 a 24 | 12    |
| 8     | 15 a 19 | 4     |
| 12    | 10 a 14 | 20    |
| 24    | 5 a 9   | 8     |
| 12    | 0 a 4   | 8     |

## Economia
El 2007 la població en edat de treballar era de 414 persones, 327 eren actives i 87 eren inactives. De les 327 persones actives 311 estaven ocupades (163 homes i 148 dones) i 16 estaven aturades (8 homes i 8 dones). De les 87 persones inactives 33 estaven jubilades, 22 estaven estudiant i 32 estaven classificades com a «altres inactius».

### Ingressos
El 2009 a Ugny hi havia 248 unitats fiscals que integraven 700,5 persones, la mediana anual d'ingressos fiscals per persona era de 23.936 €.

### Activitats econòmiques
Dels 2 establiments que hi havia el 2007, 1 era d'una empresa de construcció i 1 d'una empresa de comerç i reparació d'automòbils.
Dels 2 establiments de servei als particulars que hi havia el 2009, 1 era un taller de reparació d'automòbils i de material agrícola i 1 paleta.
L'any 2000 a Ugny hi havia 4 explotacions agrícoles que ocupaven un total de 664 hectàrees.

## Equipaments sanitaris i escolars
El 2009 hi havia una escola elemental.

## Poblacions properes
El següent diagrama mostra les poblacions més properes.